# Олеинова киселина
Олеиновата киселина е мононенаситена мастна киселина, която се съдържа в организмите на някои животни и растения. Емпиричната ѝ формула е C18H34O2. Стеариновата киселина е нейният наситен вариант.
Зехтинът представлява 55–80% олеинова киселина.

## Етимология
Думата произлиза от латинското oleum 'масло' и наставката ин.

## Физични свойства
Външност: бледожълта или кафеникаво-жълта мазна течност с мирис, подобен на този на свинската мас.

Разтворимост: Неразтворим във вода

Точка на топене: 15,3 °C

Точка на кипене: 360 °C

Плътност: 0,895